# 刘长胜

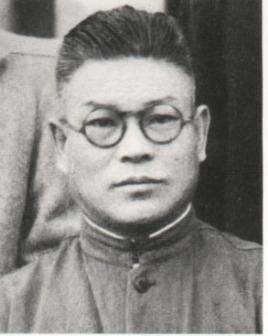

刘长胜（1903年—1967年1月20日），化名王相保、罗英、罗义隆、刘希敏、刘浩然等，男，山东海阳人，中国政治人物，中华全国总工会前副主席。

## 生平
1922年，刘长胜随舅舅去了苏联海参崴，他当过报童、鞋匠和码头工人。1927年加入全联盟共产党（布尔什维克）。1927年担任海参崴码头工会主席；1931年在伯力远东边疆区党委会任指导员，兼新文字委员会主任；1933年赴莫斯科国际列宁学院学习。
1934年10月，共产国际与中共上海中央局的电讯联络中断。与中共驻共产国际代表团商量，立即派遣李立三前往中苏边境城市阿拉木图，在靠近中国边境的地方，建立一个秘密交通站，负责对国内来往人员的接待安排，了解国内红军的活动情况，恢复与国内的联络，包括电讯和信件的往来。李立三带领段子俊和一个搞无线电技术的波兰人赶到中苏边境城市阿拉木图。1934年冬，他先后派出两批人员，带上电台和由他自编的密电码，计划经新疆、甘肃赴陕北苏区，设法同红二十五军、红二十六军建立联系，进而寻找正在长征途中的中央红军。因遭敌人阻隔、路途遥远等原因都未能成功。经共产国际与中共驻共产国际代表团批准，1935年春，李立三选派当时正在苏联学习军事的阎红彦回国，给中共中央送密电码。阎红彦于1935年12月25日到达安塞找到党中央。随后，1934年底李立三又派刘长胜带上密电码回国。刘长胜先是到达外蒙古，再转新疆入境。经过一年多时间，1936年5月才抵达陕北找到党中央。
出任中华全国总工会西北执行局主任。 
1937年9月，中共中央委派他到上海参加恢复和重建上海地下党的工作，协助刘晓领导上海工人运动。先后任中共江苏省委委员、组织部长、省委副书记和上海工人运动委员会书记。从此，他开始了在白色恐怖下12年的地下斗争岁月。在极其严峻危险的环境中，刘长胜动员多批工人、贫民参加新四军和共产党领导的抗日队伍。同时，还发动党员在工厂里组织兄弟会、合作会、联谊会，团结教育广大工人、职员，积极进行抗日救国活动。其间，他撰写的《谈谈苏联职工会》，主办的《朋友》《劳动》《生活知识》等刊物，汇编的《上海产业与上海职工》一书，对工人运动的发展产生了积极的推动作用，为恢复和发展上海党的组织和工人运动、为输送大批优秀工人和干部参加新四军做出了重大的贡献。1942年10月抵达淮南抗日根据地，出任中共中央华中局城市工作部副部长、部长。1945年当选中国共产党第七次全国代表大会候补中央委员。
抗日战争胜利后，1946年回上海任中共上海市委书记。1947年1月至5月任中共中央上海分局副书记。1947年5月起任中共中央上海局副书记。1946年至1949年，刘长胜居住在荣泰烟号附近的愚园路81号，这里是当年中共中央上海局和中共上海市委的秘密机关之一，上海局书记刘晓常到这里和刘长胜讨论开会。刘长胜家在二楼，当时的上海市委书记张承宗住三楼，而同楼还有一个国民党特务。
中华人民共和国成立后，担任中共上海市委第三书记、上海市总工会主席、中共中央华东局常委、工委书记、华东军政委员会劳动部部长等。1953年后当选为中华全国总工会第七届执委会副主席、书记处书记，在中共八大上当选为中央委员。他在文革期间遭受迫害，1967年1月20日在北京逝世，1979年平反。

## 家人
夫人郑玉颜